# Kaiserebersdorf
Kaiserebersdorf byl do roku 1892 samostatnou obcí a dnes je městskou částí Vídně v 11. vídeňském okrese Simmering jako jedno z 89 vídeňských katastrálních území. Malá část bývalé obce Kaiserebersdorfu je v 10. okrese Favoriten.

## Geografie
Kaiserebersdorf leží na okraji jihovýchodní části města a sousedí s dolnorakouským městem Schwechat. Katastrální území má výměru 1049,11 hektarů, a pouze 23 ha je v okrese Favoriten. Značná část výměry je v dopravních plochách Rakouské východní dráhy s ústředním seřaďovacím nádražím „Wien-Kledering“. Je tu také východní dálnice A4 a díky vídeňské tramvajové lince 71 je Kaiserebersdorf hospodářsky spojen s vnitřním městem.
Při psaní Kaiser-Ebersdorf se nejedná o popisovanou část Kaiserebersdorfu, ale jen o úřední statisticky zjišťovaný obvod katastrálního území.
V obecním centru Kaiserebersdorfu je stejnojmenná zastávka na vídeňské městské dráze "Pressburger Bahn" (Bratislavská dráha); tato městská dráha nebyla již po roce 1945 provozována. Po roce 2000 bylo nádraží "Klein-Schwechat" Dunajské zemské dráhy v Kaiserebersdorfu přejmenováno a je dnes s linkou S7 (Letištní rychlodráhou), nástupcem "Pressburger Bahn". Leží sice na Kaiserebersdorferském území, ale je daleko od středu obce.

## Historie
Místo Ebersdorf bylo již poprvé známo v dokumentech z roku 1108. Ve 13. století tu stál hrad, který byl sídlem šlechtické rodiny Ebersdorferů. Roku 1499 přešlo držení na římskoněmeckého krále a pozdějšího císaře Maximiliana I. (1459-1519), který dal hrad přestavět na lovecký letohrádek Kaiserebersdorf. Během druhého tureckého obléhání Vídně 1683 byla obec i zámek zničeny a za Marie Terezie byl zámek 1714 opět postavený a věnovaný pro ošetřování chudých, později sloužil za kasárna. V roce 1809 bylo místo vojsky Napoleona Bonaparte (1769-1821) opět zpustošeno.
V 19. století přišla industrializace a s tím spojený růst obyvatelstva. V roce 1883 měl Kaiserebersdorf kolem 2500 obyvatel. Od 1. ledna 1892 byl společně s dalším předměstím Simmering přičleněn k Vídni jako vídeňský městský okres.
Vesnický charakter Kaiserebersdorfu se ztrácel teprve v 60. letech, kdy se stavěly obytné domy, školy a nákupní střediska. Zámek Kaiserebersdorf, kasárna, později využíván jak trestnice pro mladé a od roku 1968 sloužil justici jako ústav pro dospělé. Od roku 1998 je v historickém zámeckém paláci oddělení pro řešení nedbalostních činů a v přístavbách vazební trestnice.

## Pamětihodnosti
- Vídeňský ústřední hřbitov
- Kaiserebersdorferský hřbitov
- Novostavba zámku

## Hospodářství a infrastruktura
Na severu Kaiserebersdorferu je mezi Východní dálnicí a Dunajským kanálem je závod na zpravování odpadů s hlavní vídeňskou čistírnou, jakož i spalovna odpadů se zařízením na bioplyn. Stěžejním místem na jihu okresu je centrální hřbitov.